# Liste der Baudenkmäler in Ziemetshausen

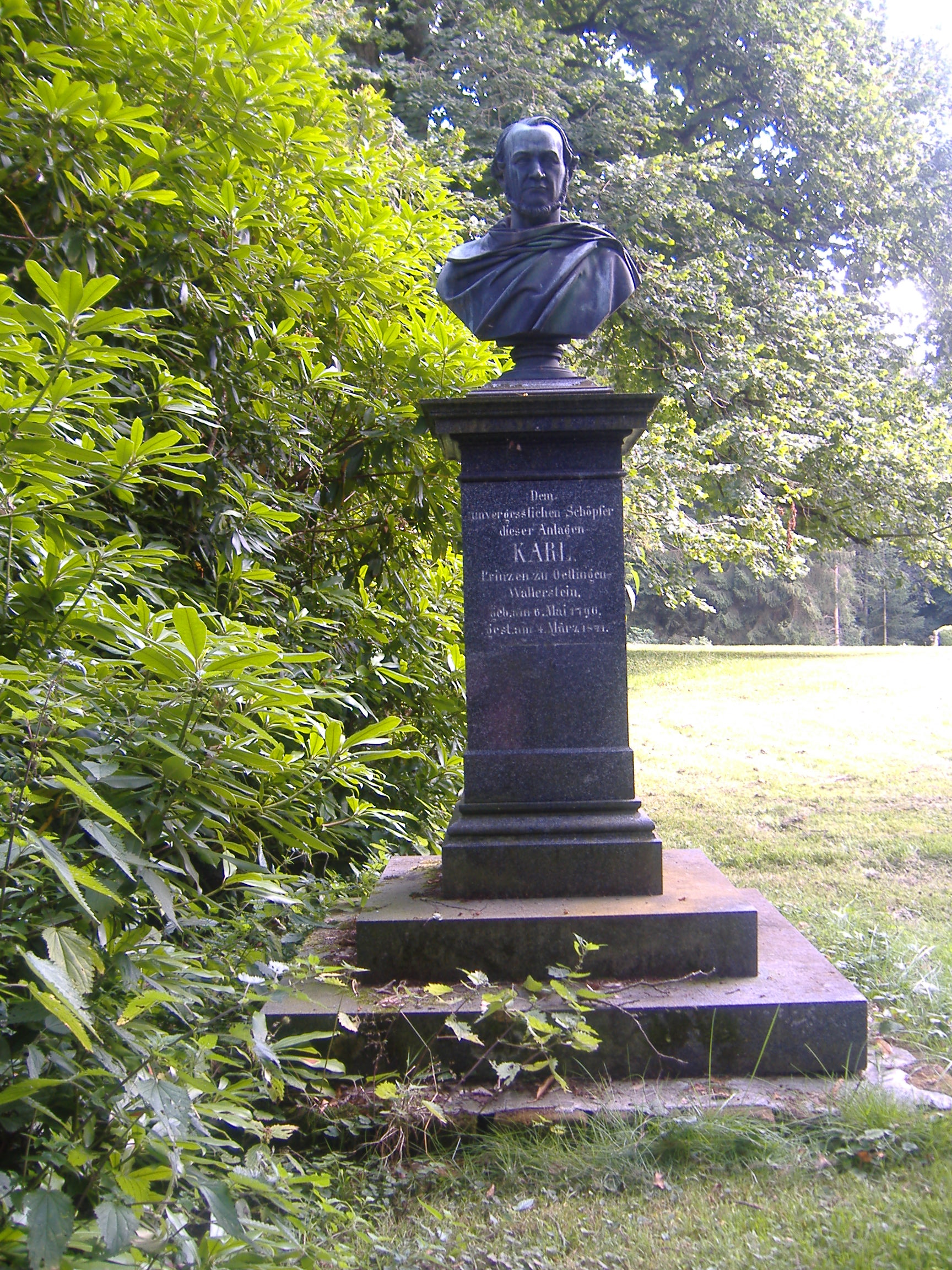
Denkmal bei Schloss Seyfriedsberg

Auf dieser Seite sind die Baudenkmäler in dem schwäbischen Markt Ziemetshausen zusammengestellt. Diese Tabelle ist eine Teilliste der Liste der Baudenkmäler in Bayern. Grundlage ist die Bayerische Denkmalliste, die auf Basis des Bayerischen Denkmalschutzgesetzes vom 1. Oktober 1973 erstmals erstellt wurde und seither durch das Bayerische Landesamt für Denkmalpflege geführt wird. Die folgenden Angaben ersetzen nicht die rechtsverbindliche Auskunft der Denkmalschutzbehörde.

## Baudenkmäler nach Ortsteilen

### Ziemetshausen
| Lage                                         | Objekt                                          | Beschreibung | Akten-Nr.     | Bild                           |
| -------------------------------------------- | ----------------------------------------------- | --- | ------------- | ------------------------------ |
| Augsburger Straße 15 (Standort)              | Wohnhaus mit Walmdach                           | Zweite Hälfte 19. Jahrhundert. | D-7-74-198-2  | Wohnhaus mit Walmdach          |
| Bürgermeister-Haide-Straße 1 (Standort)      | Rathaus                                         | Neurenaissancebau, 1890/91. | D-7-74-198-3  | weitere Bilder                 |
| Bürgermeister-Haide-Straße 4 (Standort)      | Wohn- und Geschäftshaus                         | Mit biedermeierlichem Stuckdekor, Ende 19. Jahrhundert. | D-7-74-198-25 | Wohn- und Geschäftshaus        |
| Bürgermeister-Haide-Straße 6 (Standort)      | Wohn- und Geschäftshaus                         | Neurenaissance, Ende 19. Jahrhundert. | D-7-74-198-31 | Wohn- und Geschäftshaus        |
| Bürgermeister-Haide-Straße 8 (Standort)      | Wohn- und Geschäftshaus                         | Neurenaissance, 1900, im Giebel Nischenfigur, erste Hälfte 18. Jahrhundert. | D-7-74-198-4  | Wohn- und Geschäftshaus        |
| Bürgermeister-Haide-Straße 10 (Standort)     | Gasthaus zur Post                               | Doppelhaus mit Walmdach, drittes Viertel 18. Jahrhundert. | D-7-74-198-26 | Gasthaus zur Post              |
| Bürgermeister-Haide-Straße 16 (Standort)     | Taverne                                         | Mit mächtigem Satteldach, 1573, Umbau im 18. Jahrhundert. | D-7-74-198-5  | Taverne                        |
| Bürgermeister-Haide-Straße 17 (Standort)     | Katholische Pfarrkirche Sankt Petrus und Paulus | Barocke Anlage, 1686–94, von Johann Schmuzer; mit Ausstattung; mit Friedhofsummauerung. | D-7-74-198-6  | weitere Bilder                 |
| Bürgermeister-Haide-Straße 19, 21 (Standort) | Fürstliches Rent- und Forstamt                  | 1671–1717. | D-7-74-198-7  | Fürstliches Rent- und Forstamt |
| Friedhofstraße 20 (Standort)                 | Friedhof                                        | Axial angelegter, ummauerter Bezirk auf einer Anhöhe westlich des Ortes; Gruft der Fürsten Oettingen-Wallerstein, mit Marmorkruzifix von Johann Halbig, um 1870.                                           | D-7-74-198-24 | Friedhof                       |
| Kohlstattstraße 9 (Standort)                 | Nischenfigur                                    | Um 1700. | D-7-74-198-9  | Nischenfigur                   |
| Lindenweg (Standort)                         | Antoniuskapelle                                 | Um 1900; mit Ausstattung. | D-7-74-198-1  | weitere Bilder                 |
| Spitalweg 4 (Standort)                       | Spital                                          | Walmdachbau, 1794. | D-7-74-198-11 | Spital                         |
| Vogelburgstraße (Standort)                   | Dreifaltigkeitskapelle                          | Mitte 18. Jahrhundert. | D-7-74-198-10 | weitere Bilder                 |
| Zusam; Änger ()                              | Fußgängersteg über die Zusam                    | Mischkonstruktion, Fachwerkunterbau aus Kanthölzern, Geländer mit Gusseisenstützen, geschwungenen Rundeisenprofilen und waagrechten Stäben, Ende 19. Jahrhundert, Laufbelag und hölzerne Auflager erneuert | D-7-74-198-33 |                                |

### Hinterschellenbach
| Lage                       | Objekt                                                  | Beschreibung | Akten-Nr.     | Bild                                                    |
| -------------------------- | ------------------------------------------------------- | --- | ------------- | ------------------------------------------------------- |
| St.-Jakob-Weg 2 (Standort) | Katholische Kapelle St. Jakobus, Sebastian und Leonhard | Satteldachbau mit Dreiseitschluss und Giebelreiter mit Spitzhelm, 1697, Giebelreiter, spätes 19. Jahrhundert; mit Ausstattung | D-7-74-198-12 | Katholische Kapelle St. Jakobus, Sebastian und Leonhard |

### Lauterbach
| Lage                                      | Objekt                                      | Beschreibung                                                 | Akten-Nr.     | Bild           |
| ----------------------------------------- | ------------------------------------------- | ------------------------------------------------------------ | ------------- | -------------- |
| Bürgermeister-Fischer-Straße 2 (Standort) | Katholische Kapelle St. Johannes und Paulus | 1822 an Stelle eins Vorgängerbaus von 1708; mit Ausstattung. | D-7-74-198-13 | weitere Bilder |

### Maria Vesperbild
| Lage                                                                          | Objekt                                         | Beschreibung                                            | Akten-Nr.     | Bild                     |
| ----------------------------------------------------------------------------- | ---------------------------------------------- | ------------------------------------------------------- | ------------- | ------------------------ |
| Marienstraße (südlich der Kirche, in der (modernen) Kerkerkapelle) (Standort) | Figur des Kerkerheilands                       | Mitte 18. Jahrhundert                                   | D-7-74-198-15 | Figur des Kerkerheilands |
| Schellenbacher Straße 2 (Standort)                                            | Katholische Wallfahrtskirche Unser Lieben Frau | 1754–55 von Johann Georg Hitzelberger; mit Ausstattung. | D-7-74-198-14 | weitere Bilder           |

### Muttershofen
| Lage                                    | Objekt                                | Beschreibung                  | Akten-Nr.     | Bild           |
| --------------------------------------- | ------------------------------------- | ----------------------------- | ------------- | -------------- |
| Buschhorn; Hellersberger Weg (Standort) | Kapelle Heilige Vierzehn Nothelfer    | Erste Hälfte 18. Jahrhundert. | D-7-74-198-19 | weitere Bilder |
| Fuggerstraße 19 (Standort)              | Katholische Kapelle Mariä Heimsuchung | 1880; mit Ausstattung.        | D-7-74-198-20 | weitere Bilder |

### Roppeltshausen
| Lage                                                          | Objekt     | Beschreibung                                 | Akten-Nr.     | Bild       |
| ------------------------------------------------------------- | ---------- | -------------------------------------------- | ------------- | ---------- |
| Bürgermeister-Rampp-Straße (am südlichen Ortsende) (Standort) | Steinkreuz | Spätmittelalterlich                          | D-7-74-198-27 | Steinkreuz |
| Bürgermeister-Rampp-Straße 5 (Standort)                       | Bauernhaus | Zweite Hälfte 19. Jahrhundert                | D-7-74-198-21 | Bauernhaus |
| Bürgermeister-Rampp-Straße 11 (Standort)                      | Mühle      | Satteldachbau, zweite Hälfte 19. Jahrhundert | D-7-74-198-32 | Mühle      |

### Schönebach
| Lage                              | Objekt                          | Beschreibung | Akten-Nr.     | Bild           |
| --------------------------------- | ------------------------------- | --- | ------------- | -------------- |
| St.-Leonhard-Straße 3 (Standort)  | Bauernhaus                      | Mitterstallbau mit Giebelgesimsen, um Mitte 19. Jahrhundert (ehemals Haus Nummer 16).                                                                           | D-7-74-198-29 | Bauernhaus     |
| St.-Leonhard-Straße 27 (Standort) | Katholische Kirche St. Leonhard | Neubau 1742/43 von Johann Paulus, Turm um 1500; mit Ausstattung.                                                                                                | D-7-74-198-22 | weitere Bilder |
| St.-Leonhard-Straße 44 (Standort) | Gasthof                         | Zweigeschossiger Satteldachbau mit Gesimsgliederungen, zweite Hälfte 18. Jahrhundert; Prämizkruzifix mit Christuskorpus wohl 18. Jahrhundert, 1920 aufgestellt. | D-7-74-198-28 | Gasthof        |

### Seifriedsberg
| Lage                                                     | Objekt                | Beschreibung | Akten-Nr.     | Bild           |
| -------------------------------------------------------- | --------------------- | --- | ------------- | -------------- |
| Seyfriedsberg 1, 2, 3, 4, 5; in Seifriedsberg (Standort) | Schloss Seyfriedsberg | Um 1550 erbaut, 1667 von den Grafen Oettingen-Wallerstein erworben und 1710, 1778 und 1838–51 erneuert, zuletzt gotisierend; mit Ausstattung. Hauptgebäude: Zweiflügelanlage mit Durchfahrt und Kapelle, im Wesentlichen 1710 und 1840/50; im Hof Brunnen, bezeichnet mit „1523“; Brücke über den Halsgraben, um 1810 und 1872; Vorhof mit winkelförmigen Gebäuden (Bibliothek, Beschließerei, Prinzenbau, Gärtnerhaus), gotisierend, um 1846; Schlosspark, 1848 als forstbotanischer Garten, mit Bronzebüste, nach 1871, eingefriedetem Sitzplatz, Gedenkstein von 1909; fürstliche Gruftkapelle, 1951. | D-7-74-198-30 | weitere Bilder |

### Uttenhofen
| Lage                      | Objekt  | Beschreibung                                                                             | Akten-Nr.     | Bild    |
| ------------------------- | ------- | ---------------------------------------------------------------------------------------- | ------------- | ------- |
| Gartenstraße 8 (Standort) | Kapelle | Erbaut 1690, umgebaut 1804 und im dritten Viertel des 19. Jahrhunderts; mit Ausstattung. | D-7-74-198-23 | Kapelle |

## Abgegangene Baudenkmäler
In diesem Abschnitt sind Objekte aufgeführt, die früher einmal in der Denkmalliste eingetragen waren, jetzt aber nicht mehr existieren, z. B. weil sie abgebrochen wurden. Aktennummern in diesem Abschnitt sind ehemalige, jetzt nicht mehr gültige Aktennummern.

| Lage                                                          | Objekt                      | Beschreibung                                                                                | Akten-Nr.     | Bild |
| ------------------------------------------------------------- | --------------------------- | ------------------------------------------------------------------------------------------- | ------------- | --- |
| Maria Vesperbild Johannes-Kött-Weg 3 (Standort)               | Ehemaliges Benefiziatenhaus | Walmdachbau, 1827                                                                           | D-7-74-198-16 | Ehemaliges Benefiziatenhaus                                                                                  |
| Maria Vesperbild Marienstraße (südlich der Kirche) (Standort) | Kerkerkapelle               | 18. Jahrhundert (die Figur ist weiterhin als D-7-74-198-15 in der Denkmalliste eingetragen) | D-7-74-198-15 | [[Vorlage:Bilderwunsch/code!/C:48.27936,10.54204!/D:Marienstraße (südlich der Kirche), Kerkerkapelle!/\|BW]] |